# يوهو ماكيلا
يوهو ماكيلا (بالفنلندية: Juho Mäkelä)‏ (23 يونيو 1983 بأولو في فنلندا - ) هو لاعب كرة قدم فنلندي في مركز الهجوم. شارك مع منتخب فنلندا تحت 20 سنة لكرة القدم ومنتخب فنلندا تحت 21 سنة لكرة القدم ومنتخب فنلندا لكرة القدم. أما مع النوادي، فقد لعب مع اتش آي اف كي وسيدني إف سي وسينايوين يالكابالوكيرهو ونادي ثون ونادي سانت غالن ونادي ساندهاوزن ونادي فآسا ونادي ماريهامن ونادي هلسنكي وهارت أوف ميدلوثيان.

## وصلات خارجية
- يوهو ماكيلا على موقع الاتحاد الدولي (مؤرشف)  (الإنجليزية)
- يوهو ماكيلا على موقع قاعدة بيانات كرة القدم.إي يو (الإنجليزية)
- يوهو ماكيلا على موقع ناشيونال فوتبول تيمز (الإنجليزية)
- يوهو ماكيلا على موقع Soccerbase.com (لاعب) (الإنجليزية)
- يوهو ماكيلا على موقع Soccerway.com (الإنجليزية)
- يوهو ماكيلا على موقع عالم كرة القدم.نت (الإنجليزية)